# 玉木正之
玉木 正之（たまき まさゆき、1952年（昭和27年）4月6日 - ）は、京都府京都市出身の日本のスポーツライター。日本ゴルフ改革会議副議長。

## 概要
スポーツライター、音楽評論家として各種媒体や著作で活動。
「還暦を過ぎた2013年からはもう評論してもいい年齢になった」として、ジャーナリストよりもスポーツ評論家の肩書を好み「日本で初めてスポーツライターを名乗った」。
2009年に立教大学大学院非常勤講師と桐蔭横浜大学客員教授、2010年に立教大学非常勤講師と静岡文化芸術大学客員教授、2012年に筑波大学非常勤講師、2013年に石巻専修大学客員教授に就いた。

## 持論
スポーツ議員連盟がその議論の中で、スポーツ産業は米国とのGDP対比で15兆円産業になってもよいはず、そのためにはスポーツ庁を作り、財政赤字の中で予算を付けるためには、東京オリンピック・パラリンピックを招致して、スポーツ振興の気運を盛上げる必要があると2007年頃から考えて、その年の暮れにスポーツ振興に関する国の責務の明確化を提言する報告書に繋がり、2011年のスポーツ基本法の制定、東京オリンピック・パラリンピック誘致運動の開始につながったとの持論を持つ。ただし、この主張は、当時都知事だった石原慎太郎の3選（選挙は2007年4月）に向けて多選批判の声が高まる中、それに抗して選挙の目玉政策とするかのように、既に2005年夏ごろから石原から東京オリンピック招致の話が出てきて、2006年4月には東京都がJOCに正式に立候補意思の表明書を提出し、具体的な誘致活動が始まっていった事実経過とは全く異なっている。
玉木は、この自説を2021年7月21日放送のNHK総合テレビのニュース解説番組「視点・論点」でも披瀝しているが、それ以前、2015年8月21日に放送された同番組「視点・論点」に出演した際には、ごく簡単にではあるがオリンピックに触れたものの、このときはこの持論を語っていない｡やはりさらに2021年9月12日放送の関西の情報系バラエティー番組「そこまで言って委員会NP」でもこの話を披瀝したところ、番組に同じく出演していた竹田恒泰が「自分がそもそもの理由として父（竹田恆和日本オリンピック委員会元会長）から聞いていた話と異なる」として話をしようとするや、竹田に対して｢（それは）違います」と声を張り上げて邪魔し続け、ついに竹田に話をさせなかった。同番組の最後に､、やはり同番組に出席していた舛添要一（石原元都知事の後継となる猪瀨直樹元都知事の次の都知事）は、「自分は石原元都知事と森元首相との間でそろそろ東京でオリンピックをまた開きたいという話が一致からと聞いた」と語っている。

## 来歴
洛星高等学校在学時代はバドミントンでインターハイに出場して卒業後、1972年4月に東京大学教養学部へ入学し、在学中から新聞に音楽・映画評などを執筆して1975年に中退する。ミニコミ出版の編集者などを経てフリーの雑誌記者として小学館GOROの編集に関わり、以後、毎日放送『ちちんぷいぷい』、TBS『サンデージャポン』、NHK『クローズアップ現代』、東海テレビ『スーパーサタデー』などでコメンテーターを務め、小説『京都祇園遁走曲』がNHKドラマ新銀河でテレビドラマ化される。1980年代後半に、親交のある牛島和彦のトレードを「川崎ノスタルジー」のコラムで描いた。

## 著書

### スポーツ
- 『プロ野球大大大事典：決定版!!読むプロ野球』（東都書房、1986年）
- 『野球人よ、こいつがプロだ! プロ野球データバンク』（小学館、1986年）
- 『タイガースへの鎮魂歌：あのとき虎は美しかった』（朝日新聞社、1988年）のち河出文庫
- 『監督論：星野監督の戦略と戦術』（ネスコ、1988年）
- 『プロ野球の友』（新潮文庫、1988年）
- 『愛と幻想のベースボール』（JICC出版局、1989年）
- 『されど球は飛ぶ：信用をモットーとする野球論』（河出書房新社、1990年）のち扶桑社文庫
- 『プロ野球大事典』（新潮文庫、1990年）
- 『夢の畑でポチがなく 球をめぐるエッセイ』（講談社、1991年）のち扶桑社文庫
- 『Jリーグからの風』（集英社文庫、1993年）
- 『平尾誠二八年の戦い 神戸製鋼ラグビー部の奇蹟』（ネスコ、1995年）
- 『スポーツとは何か』（講談社現代新書、1999年）
- 『日本人とスポーツ』（NHK出版、2001年）
- 『スポーツ解体新書』（NHK出版、2003年）のち朝日文庫
- 『続・スポーツ解体新書』財界展望新社 2010年
- 『「大相撲八百長ある批判」を嗤う 幼稚な正義が伝統を破壊する』飛鳥新社 2011年
- 『スポーツ体罰東京オリンピック』NHK出版 2013年
- 『今こそ「スポーツとは何か？」を考えてみよう！』（春陽堂書店、2020年）

### 音楽
- 『音楽は嫌い、歌が好き』（毎日新聞社、1994年）のち小学館文庫
- 『クラシック道場入門：オペラは、ほんまにオモロイでぇ〜』（小学館、1997年）
- 『大人のためのオペラ道場入門』（小学館、2000年5月）

### 小説
- 『不思議の国の野球：チェンジアップを13球』（評伝社、1987年）のち文春文庫
- 『不思議の国の大運動会』（東京書籍、1993年） のちちくま文庫
- 『京都祇園遁走曲』（文藝春秋、1994年）のち文庫化 - 1996年にNHKのドラマ新銀河枠で「京都発・ぼくの旅立ち」という題名でテレビドラマ化。

### その他
- 『わたしが京都を好きな理由(わけ)』（アリアドネ企画、1996年）
- 『天職人 玉木正之と輝ける二十六人』（講談社、2004年）

### 共編著
- 『定本・長島茂雄：長嶋なんていなかった』編著（ネスコ、1989年）のち文春文庫
- 『ベースボールと野球道：日米間の誤解を示す四〇〇の事実』ロバート・ホワイティング共著（講談社現代新書、1990年）
- 編纂『虫明亜呂無の本』（筑摩書房、1991年）のち文庫化
- 『一瞬の輝き! Numberスポーツ写真傑作選』編著（文春文庫、1994年）
- 『日本プロ野球改造プラン：大リーグの植民地化を阻止せよ』テリー伊藤共著（光文社カッパブックス、2001年）
- 『図説指揮者列伝 世界の指揮者100人』平林直哉共著（河出書房新社、2007年）
- 『ベートーヴェンの交響曲』金聖響共著（講談社現代新書、2007年11月）ISBN 978-4062879156
- 『ニッポンはどうすれば勝てるのか?』 金子達仁共著（アスペクト、2009年 ISBN 978-4757216129
- 『ロマン派の交響曲『未完成』から『悲愴』まで』 金聖響共著（講談社現代新書、2009年5月） ISBN 978-4062879903
- 『マーラーの交響曲』金聖響共著（講談社現代新書、2011年12月）ISBN 978-4062881326
- 『彼らの奇蹟 傑作スポーツアンソロジー』編 新潮文庫 2015

### 訳書
- ロバート・ホワイティング『和をもって日本となす』（角川書店 1990年） のち文庫化
- ロジャー・エンジェル『シーズン・チケット』（東京書籍、1992年）
- モフェット・ セバスチャン『日本式サッカー革命：決断しない国の現在・過去・未来』（集英社インターナショナル 2004年）

## 出演

### テレビ番組
- ちちんぷいぷい（MBSテレビ）準レギュラーコメンテーター
- VOICE（MBSテレビ）準レギュラーコメンテーター
- せやねん!（MBSテレビ）レギュラーコメンテーター
- 情熱報道ライブ「ニューズ・オプエド®」月曜アンカー（NOBORDER NEWS TOKYO）
- 玉木正之「スポーツ・インテリジェンス・スクール」（NOBORDER NEWS TOKYO）
- そこまで言って委員会NP　2021年９月12日

### ラジオ番組
- TOKYO・すてき・CRUISE（文化放送 1990年 - 1991年）パーソナリティ
- 田畑竜介 Grooooow Up（RKBラジオ）水曜コメンテーター